# Лукашенкове
Лукашенкове (до 2009 — Лукашенківське) — село в Україні, у Середино-Будській міській громаді Шосткинського району Сумської області. Населення становить 112 осіб. До 2020 орган місцевого самоврядування — Великоберізківська сільська рада.

## Географія
Село Лукашенкове знаходиться на правому березі річки Свига, вище за течією на відстані 2,5 км розташовано село Пигарівка, нижче за течією на відстані 3,5 км розташоване село Красичка, на протилежному березі - село Луг.

## Символіка
На гербі зображений зубр що символізує Лукашенківський ліс біля села. Серце із зображеним православним хрестом на тлі двох сурм символізує, що село заснували ченці. 

## Історія
Точний час заснування села невідомий. На момент опису Новгород-Сіверського намісництва 1779-1781 рр. населеного пункту з такою назвою не було. Він виник трохи пізніше, у проміжку між 1781 і 1786 рр.
За переказами, Лукашенкове було засновано на землях села Пигарівка ченцями Новгород-Сіверського Спасо-Преображенського монастиря. Якщо це дійсно так, то з дня свого заснування і до 1786 року воно знаходилося у володінні Спасо-Преображенського монастиря, а після прийняття Катериною ІІ іменного указу від 10 квітня 1786 «Про штат Київської, Чернігівської та Новгород-Сіверської єпархій» було передано в казенне відомство.
Зазначена версія має під собою підставу і підтверджується матеріалами ревізії 1795 року, згідно з якими в 1795 році в Лукашенковому проживало 12 податкових душ чоловічої статі, які мали статус державних селян і платили грошовий податок у державну скарбницю.
З 1893 року в селі функціонувала школа грамоти, яка перебувала в найманому приміщенні, а її вчитель Хоминич офіційно ніякої оплати за свою працю не отримував. Може тому відсоток грамотності серед місцевих жителів був одним з найнижчих в Чернацькій волості, і на початку 1897 р. становив усього 7,3%.
12 червня 2020 року, відповідно до Розпорядження Кабінету Міністрів України № 723-р «Про визначення адміністративних центрів та затвердження територій територіальних громад Сумської області» увійшло до складу Середино-Будської міської громади.
19 липня 2020 року,  в результаті адміністративно-територіальної реформи та ліквідації Середино-Будського району, село увійшло до Шосткинського району.